# ادیانا
ادیانا (به لاتین: Adiana) در سنگال است که در ziguinchor region واقع شده‌است.